# Thomas Leemans
Thomas Ghislain Camille Joseph Leemans (Hannuit, 5 april 1894 - 25 april 1982) was een Belgisch senator.

## Levensloop
Leemans werd in 1932 gemeenteraadslid in Hannuit en was er van 1940 tot 1958 schepen.
Hij was ook provincieraadslid (1934-1959).
In 1959 werd hij BSP-senator voor het arrondissement Hoei-Borgworm in vervanging van de ontslagnemende Ernest Piot. Hij vervulde dit mandaat tot in 1961.